# Ammonal
L'ammonal è un esplosivo composto da nitrato d'ammonio, polvere di carbone e polvere d'alluminio. Ha bisogno di un forte innesco ad esempio un detonatore all'azoturo di piombo. L'alluminio in esso contenuto una volta incendiatosi sviluppa temperature che si dovrebbero aggirare intorno ai 3 000 °C. Questo esplosivo era molto utilizzato nel primo conflitto mondiale. Fu usato per la prima volta il 19 luglio 1915 nella  località di Hooge, da parte degli inglesi, i quali, per fare esplodere delle fortificazioni tedesche in cemento armato, scavarono un tunnel sotto di esse e lo imbottirono con 1 600 kg dell'innovativo esplosivo. L'esplosione provocò la distruzione dei manufatti di difesa tedeschi e creò un enorme cratere largo 37 m e profondo 6,1 m posto tra lo stagno di Bellewaerde e Menin Road (Meenseweg in lingua locale). Una controffensiva tedesca nel giugno 1916 determinò l'insorgere di altri tre crateri in prossimità del cratere originale. Al termine della guerra il cratere venne colmato e utilizzato come fossa comune per centinaia di salme mentre i tre crateri rimanenti vennero uniti e trasformati in uno stagno di proprietà dell'Hotel Kasteelhof 't Hooghe. Nelle vicinanze oggi sorgono l'Hooge Crater Museum e l'Hooge Crater Cemetery ove sono sepolte 5 922 salme di entrambi gli schieramenti di cui 3 500 ignote.